# Cursa de mitjana distància
La cursa de mitjana distància (o cursa de mig fons) és una prova atlètica més llarga que les proves de velocitat però que no supera els 3.000 metres.
Les curses tradicionals de mitjana distància són els 800 metres, els 1500 metres, la milla (principalment en països anglosaxons) i els 3000 metres (amb obstacles i sense). En aquestes proves els atletes han de combinar un percentatge de resistència i un percentatge de velocitat (principalment als darrers metres de la prova).
En alta competició sovint els atletes doblen la seva participació, prenent part tant en els 800 metres com en els 1500 metres. També és habitual que bons especialistes en proves de 1500, amb els anys i la pèrdua de velocitat punta, acabin especialitzant-se en proves de fons com els 5.000 metres.

## Curses
Les curses de mitjana distància es disputen en alta competició en estadis atlètics. Això no obstant, també es disputen de vegades en circuits urbans, principalment les anomenades milles urbanes.
Les principals proves de mitjana distància són:
- 600 metres llisos: No és una cursa molt habitual. Sovint és usada com a cursa de preparació pels atletes de 800 metres.
- 800 metres llisos: Una de les proves olímpiques. Són dues voltes a l'estadi.
- 1000 metres llisos: No és una cursa programada a les grans competicions.
- 1500 metres llisos: Una de les proves olímpiques. Es fan tres voltes i tres quarts de volta a l'estadi.
- Milla: És una prova no olímpica però tradicional en alguns països anglosaxons on substitueix a la cursa dels 1500 metres. També es disputen força milles en traçats urbans, fora dels estadis. La seva longitud és de 1.760 iardes (1.609,344 metres). És l'única prova que no està mesurada en el sistema mètric decimal que és reconeguda per la IAAF.
- 2000 metres llisos: No és una cursa programada a les grans competicions.
- 3000 metres llisos: És una cursa situada al llindar del mig fons i el fons. No acostuma a disputar-se dins les grans competicions a l'aire lliure però de vegades si es disputa en competicions indoor. En categoria femenina formà part del programa olímpic fins a la seva substitució per la prova de 5000 metres.
- Dues milles: Cursa no habitual, tradicional en alguns països anglosaxons.
- 2000 metres obstacles: Cursa no habitual, acostuma a utilitzar-se en categories de formació.
- 3000 metres obstacles: És una cursa situada al llindar del mig fons i el fons. Requereix gran potència, resistència i habilitat. És una cursa que es combina amb la superació de diversos obstacles com una bassa o un conjunt de tanques.